# ویدیا سینها
ویدیا سینها (به انگلیسی: Vidya Sinha) (زاده ۱۵ نوامبر ۱۹۴۷) بازیگر هندی است.
از فیلم‌هایی که وی در آن نقش داشته است می‌توان به بحث کوچک، گل مریم، زندانی، شوهر، همسر و اون و میرا اشاره کرد. او همچنین در سریال محبوب قبول میکنم نقش مادربزرگ اسد (بدیع احمد خان) را بازی کرد.